# Neoseiulus rambami
Neoseiulus rambami är en spindeldjursart som först beskrevs av Swirski och Amitai 1990.  Neoseiulus rambami ingår i släktet Neoseiulus och familjen Phytoseiidae. Inga underarter finns listade i Catalogue of Life.